# 瑪維婭·馬利克
瑪維婭·馬利克（英語：Marvia Malik，1997年—）是一位巴基斯坦的新聞主播和媒體工作者。2018年，她以身為巴基斯坦第一位變性的電視台主播之姿於電視上首次公開亮相。

## 生平
1997年，馬利克於拉合爾出生，後與家人疏遠。她畢業於旁遮普大學，在從事大眾傳播業前曾擔任化妝師，之後在科努爾新聞（Kohenoor News）謀得一職。2018年，她以身為巴基斯坦第一位變性的電視台主播之姿於電視上首次公開亮相播報新聞，此事引起媒體關注，而馬利克也收到許多支持。馬利克表示自己未來可能會從政或成立維護性別權利的非政府組織。